# A2 (автомагистраль, Хорватия)
A2 (хорв. Autocesta A2) — шоссе в Хорватии. Длина шоссе составляет 59,3 км без учёта 760-метрового участка, на котором расположен пограничный пост. Шоссе проходит по маршруту Загреб — Крапина — Мацель, где переходит на территорию Словении и продолжается словенской магистралью A4. Шоссе A2 на территории Хорватии — часть европейского маршрута E59.
Так как шоссе пересекает исторический район Хорватское Загорье, оно известно в Хорватии как «Загорское шоссе» (хорв. Zagorska autocesta).

## Описание
Шоссе начинается на развязке Янкомир (хорв. Jankomir) в юго-западных пригородах Загреба. На развязку кроме шоссе A2 выходит шоссе A3 и загребская улица Люблянский проспект (хорв. Lubljanska avenija). Первый участок магистрали от Янкомира до съезда на город Запрешич длиной 7 км бесплатен, остальная часть магистрали платная. Движение по всей магистрали двустороннее, по две полосы в каждую сторону, за исключением участка шоссе на перегоне Крапина-Мацель длиной 3,75 км, состоящего из двух последовательных тоннелей и виадуков, — он имеет по одной полосе в каждую сторону.
На магистрали 6 развязок и 6 пунктов оплаты. Оператор шоссе — частная компания «Autocesta Zagreb — Macelj».

## История
Строительство магистрали началось ещё до распада Югославии.
- 1990 год — построен участок Янкомир — Запрешич (7,4 км)
- 1991 год — участок Запрешич — Забок (17 км)
- 1996 год — участок Забок — Крапина (16,2 км)
- 2007 год — участок Крапина — Мацель (18,7 км)

Участок Крапина-Мацель стал самым дорогим в истории хорватских автобанов, на него было потрачено 235 млн евро, более 12 млн евро на километр. На этой части шоссе построено 6 тоннелей и 9 виадуков. Самый длинный тоннель магистрали — тоннель Света Три Кралья (хорв. Sveta Tri Kralja) длиной 1725 метров к северо-западу от Крапины.